# مسفت

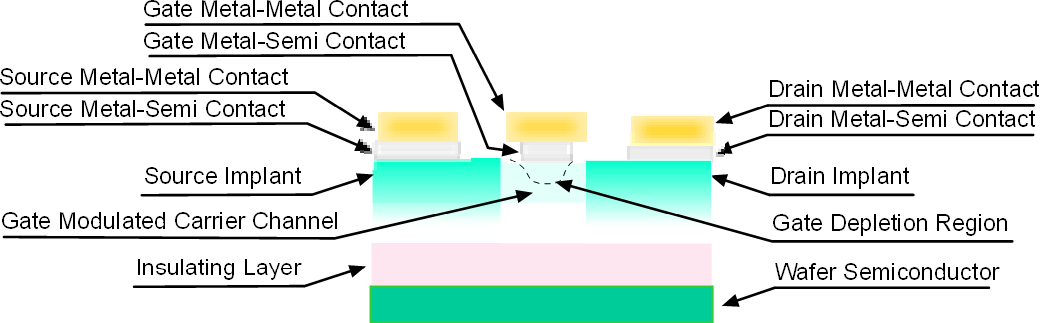
شماتیک MESFET

ترانزیستور اثر میدان فلز-نیمرسانا (به انگلیسی: metal–semiconductor field-effect transistor) یا مسفت (MESFET) یک ترانزیستور اثر میدان مشابه جِی فِت است، که به جای اتصال p-n برای Gate دارای یک اتصال شاتکی (فلز-نیمرسانا) است.

## ساخت

طرح شماتیک ساده از یک مسفت n-کاناله

MESFETها در فناوری‌های نیمه هادی مرکب که فاقد غیرفعال سازی سطحی کیفیت بالا هستند ساخته می‌شوند، مانند گالیم آرسنید، فسفید ایندیوم، یا کاربید سیلیکون و از JFETها یا MOSFETهایی که بر پایه سیلیکون هستند، سریعتر اما گرانتر هستند. از MESFETهای تولید انبوه شده تا حدود ۴۵ گیگاهرتز استفاده شده‌است، و معمولاً برای ارتباطات و رادار فرکانس میکروویو از آنها استفاده می‌شود. اولین MESFETها در سال ۱۹۶۶ ساخته شدند و یک سال بعد عملکرد فرکانس فوق بالای میکروویو امواج رادیویی آن نشان داده شد.

## کاربردها
طرح‌های بسیاری در ساخت MESFETها برای استفاده در طیف گسترده‌ای از سیستم‌های نیمه هادی مورد بررسی قرار گرفته‌است. برخی از زمینه‌های اصلی کاربرد، ارتباطات نظامی است، به عنوان تقویت کننده نویز پایین در جلوی گیرنده‌های میکروویو، در دستگاه‌های رادار نظامی و ارتباطات، اپتو الکترونیک تجاری، ارتباطات ماهواره ای، به عنوان تقویت کننده نیرو برای مرحله خروجی پیوندهای میکروویو و به عنوان یک نوسان ساز (oscillator) برق.